# Patrick Strzoda
Patrick Strzoda (* 5. ledna 1952 Thann) je francouzský politik, bývalý prefekt Bretaně, člen týmu francouzského prezidenta Emmanuela Macrona. Macron je jako francouzský prezident automaticky spoluknížetem Andorry. Od roku 2017 byl Strzoda jmenován oficiálním zástupcem spoluknížete Andorry za francouzského prezidenta. Jeho španělským kolegou je Josep Maria Mauri, který je oficiálním zástupcem urgellského biskupa.
Strzoda je absolventem studia angličtiny na vysoké škole ve Franche-Comté a právnické fakulty Univerzity ve Štrasburku.